# Сан-Феліпе (Чилі)
Сан-Феліпе — комуна, місто, та столиця провінції Сан-Феліпе-де-Аконкагуа в регіоні Вальпараїсо у Чилі. Засновано 3 серпня 1740 року, а станом на 2017 рік у ньому проживало 76 844 жителів.

## Історія
Місто було засноване 3 серпня 1740 року Хосе Антоніо Мансо де Веласко та Санчесом де Саманієго Конде де Суперунда, які на прохання іспанського короля Феліпе V завоювали ці землі у долині Аконкагуа.
Акт про заснування міста був підписаний у Францисканському монастирі в Курімоні з усією урочистістю, характерною для 18 століття. Землю для міста подарував господар поля Дон Андрес де Торо Ідальго.
1 квітня 1770 року Іспанський король Карл III, який на прохання Хуана Франсіско Хав'єра дель Канто, представляючи народ Сан-Феліпе Королівства Чилі, присвоїв йому титул міста і надав місту герб.
Протягом 19 століття територія Сан-Феліпе було розширено приєднанням до нього невеликого хутора між берегами річки Аконкагуа на півдні та потоком Сан-Франциско-де-Кільпуе на півночі.
Сан-Феліпе характеризувався своєю активною участю в отриманні Незалежності Чилі.
Наприкінці XIX століття Сан-Феліпе нарешті починав формуватися як тихе місто, пишне природними красотами, зберігаючи явне першість переважно в той час, коли він був столицею провінції Аконкагуа, до складу якої входили департаменти Сан-Феліпе, Лос-Анд та Петорка.

## Розташування
Місто розташоване за 92 км на схід від адміністративного центру області міста Вальпараїсо.
Комуна межує:
- на півночі — з комуною Путаендо
- на сході — з комуною Санта-Марія
- на південному сході — з комуною Лос-Андес
- на півдні — з комуною Лляйлляй
- на заході — з комуною Катему

## Погода
Як і у всій нижній частині долини Аконкагуа, влітку Сан-Феліпе є одним з найгарячіших районів Чилі, а взимку тут проливні дощи та морози нижче 0 ° C. Максимальний зафіксований мінімум становив -7,8 °C взимку, а максимальна температура становила 45,7 °C 26 січня 2019 року.